# (3557) Sokolski
(3557) Sokolski es un asteroide que forma parte del cinturón exterior de asteroides y fue descubierto por Nikolái Stepánovich Chernyj el 19 de agosto de 1977 desde el Observatorio Astrofísico de Crimea, en Naúchni.

## Designación y nombre
Sokolski se designó inicialmente como 1977 QE1.
Más tarde, en 1992, fue nombrado en honor del astrónomo ruso Andréi Sokolski.

## Características orbitales
Sokolski orbita a una distancia media de 4 ua del Sol, pudiendo alejarse hasta 4,688 ua y acercarse hasta 3,312 ua. Su excentricidad es 0,1719 y la inclinación orbital 6,05 grados. Emplea en completar una órbita alrededor del Sol 2922 días.
Sokolsky pertenece al grupo asteroidal de Hilda.

## Características físicas
La magnitud absoluta de Sokolski es 10,9 y el periodo de rotación de 6,725 horas.